# Награде Годум
Награде Годум су годишње музичке награде које додељује Удружење музичара џеза, забавне и рок музике Србије. Успостављене су и први пут додељене 2018. године, поводом обележавања 65 година постојања овог удружења.

## Досадашње доделе

### 2018.
Датум и место одржавања доделе: 20. март 2018, Вурст плац бар
| Категорија                                   | Награђени             |
| -------------------------------------------- | --------------------- |
| Специјална награда за допринос музици        | Војислав Бубиша Симић |
| Награда за животно дело у области џез музике | Душко Гојковић        |
| Награда за животно дело у области поп музике | Ђорђе Марјановић      |
| Награда за животно дело у области рок музике |YU група                 |
| Награда за нове наде                         | -Irie FM}-            |

Постхумним повељама одликовани су некадашњи истакнути чланови Удружења: Миливоје Мића Марковић, Лаза Ристовски, Миша Блам, Предраг Гојковић Цуне, Влада Дивљан, Милан Делчић Делча и Зоран Божиновић.
Повеље за допринос популаризацији музике примили су: Петар Пеца Поповић, Петар Јањатовић, Александар Жикић, Катарина Епштајн, Бранка Главоњић и Јелена Влаховић.

### 2019.
Датум и место одржавања доделе: 17. април 2019, Атеље 212
| Категорија                                              | Награђени                                 |
| ------------------------------------------------------- | ----------------------------------------- |
| Награде Годум                                           |                                           |
| Награда за животно дело                                 | Корнелије Ковач                           |
| Награда за џез музику                                   | Васил Хаџиманов                           |
| Награда за поп музику                                   | Неверне бебе                              |
| Награда за рок музику                                   | Бајага и инструктори                      |
| Награда за нове наде                                    | Растко Обрадовић                          |
| Признања Сокоја за најемитованије нумере у 2018. години |                                           |
| Најемитованија џез нумера                               | Владан Вучковић Паја — Утицај на подсвест |
| Најемитованија поп нумера                               | Жељко Јоксимовић — Милиметар              |
| Најемитованија рок нумера                               | С.А.Р.С. — Лутка                          |

Повељама Удружења ове године су награђени: Влада Јанковић Џет, Бранко Росић, Брајан Рашић, Бане Обрадовић, Ненад Илић и Петар Ракић.

### 2020.
Датум и место одржавања доделе: 28. октобар 2020, Атеље 212
| Категорија                                              | Награђени                                                          |
| ------------------------------------------------------- | ------------------------------------------------------------------ |
| Награде Годум                                           |                                                                    |
| Награда за животно дело                                 | Радомир Михаиловић Точак                                           |
| Награда за џез музику                                   | Драган Ћалина квартет                                              |
| Награда за поп музику                                   | С.А.Р.С.                                                           |
| Награда за рок музику                                   | Рибља чорба                                                        |
| Награда за нове наде                                    | Буч Кесиди                                                         |
| Признања Сокоја за најемитованије нумере у 2019. години |                                                                    |
| Најемитованија џез нумера                               | Васил Хаџиманов бенд, Сенка Велетанлић, Бисера Велетанлић — Пердао |
| Најемитованија поп нумера                               | Жељко Јоксимовић — Милиметар                                       |
| Најемитованија рок нумера                               | С.А.Р.С. — Лутка                                                   |

Добитници повеља за изузетан допринос развоју блуз, џез и рок музике били су: Драган Марковић Маре, Иван Макрагић, Влада Марић, дискографска кућа Multimedia Music, косовскомитровачки фестивал North City, Организација за колективно остваривање права интерпретатора (ПИ) и Организација музичких аутора Србије (Сокој).

### 2021.
Датум и место одржавања доделе: 20. октобар 2021, Установа културе Вук
| Категорија                                                                               | Награђени                                                                        |
| ---------------------------------------------------------------------------------------- | -------------------------------------------------------------------------------- |
| Награде Годум                                                                            |                                                                                  |
| Награда за животно дело                                                                  | Јован Маљоковић                                                                  |
| Награда за џез музику                                                                    | Раде Булатовић Чеја                                                              |
| Награда за поп музику                                                                    | Ана Станић                                                                       |
| Награда за рок музику                                                                    | Електрични оргазам                                                               |
| Награда за нове наде                                                                     | Драм                                                                             |
| Признања Сокоја за најемитованије нумере у 2020. години                                  |                                                                                  |
| Најемитованија џез нумера                                                                | Влада Маричић и Тања Јовићевић — Два стара кофера (композитор: Владимир Маричић) |
| Најемитованија поп нумера                                                                | МВП — Целу ноћ и цели дан (композитори: Бранислав Лалић и Жарко Ковачевић)       |
| Најемитованија рок нумера                                                                | Генерација 5 — Долазим за пет минута (композитор: Драгољуб Илић Илке)            |
| Признања организације ПИ за интерпретацију из реда најемитованијих нумера у 2020. години |                                                                                  |
| Џез интерпретација                                                                       | Хазари — Калчине приче                                                           |
| Поп интерпретација                                                                       | Јелена Томашевић — Радио свира за нас                                            |
| Рок интерпретација                                                                       | Рибља чорба — Љубав овде више не станује                                         |

Повеље за изузетан допринос музичком стваралаштву добили су новинарка Олга Кепчија и фотограф Небојша Бабић.

### 2022.
Датум и место одржавања доделе: 26. октобар 2022, Установа културе Вук
| Категорија                                                                               | Награђени                                       |
| ---------------------------------------------------------------------------------------- | ----------------------------------------------- |
| Награде Годум                                                                            |                                                 |
| Награда за животно дело                                                                  | Бисера Велетанлић                               |
| Награда за џез музику                                                                    | -Eyot}-                                         |
| Награда за поп музику                                                                    | Констракта                                      |
| Награда за рок музику                                                                    | Партибрејкерс                                   |
| Награда за нове наде                                                                     |                                                 |
| Признања Сокоја за најемитованије нумере у 2021. години                                  |                                                 |
| Најемитованија џез нумера                                                                | Сава Милетић — Лимбо (композитор: Сава Милетић) |
| Најемитованија поп нумера                                                                | Алиса — Сања (композитор: Јован Стојиљковић)    |
| Најемитованија рок нумера                                                                | Галија — Котор (композитор: Ненад Милосављевић) |
| Признања организације ПИ за интерпретацију из реда најемитованијих нумера у 2021. години |                                                 |
| Џез интерпретација                                                                       | — Десет дана                                    |
| Поп интерпретација                                                                       | Зана — Додирни ми колена                        |
| Рок интерпретација                                                                       | Кики Лесендрић — Ту ноћ смо се потукли због ње  |

Повеље за изузетан допринос развоју музичког стваралаштва и интерпретације добили су: Весна Каћански, Иван Ивачковић, Жикица Симић, Бранимир Локнер и Војислав Пантић.

### 2023.
Датум и место одржавања доделе: 18. октобар 2023, Установа културе Вук
| Категорија                                                                               | Награђени                                                          |
| ---------------------------------------------------------------------------------------- | ------------------------------------------------------------------ |
| Награде Годум                                                                            |                                                                    |
| Награда за животно дело                                                                  | Стјепко Гут                                                        |
| Награда за џез музику                                                                    | Биг бенд РТС                                                       |
| Награда за поп музику                                                                    | Краљ Чачка                                                         |
| Награда за рок музику                                                                    | -Van Gogh}-                                                        |
| Награда за нове наде                                                                     | Коикои                                                             |
| Признања Сокоја за најемитованије нумере у 2022. години                                  |                                                                    |
| Најемитованија џез нумера                                                                | -Eyot}- — (композитор: Дејан Илијић)                               |
| Најемитованија поп нумера                                                                | Александра Радовић — Не хвала (композитор: Александра Милутиновић) |
| Најемитованија рок нумера                                                                | Неверне бебе — Да има нас (композитор: Милан Ђурђевић)             |
| Признања организације ПИ за интерпретацију из реда најемитованијих нумера у 2022. години |                                                                    |
| Џез интерпретација                                                                       | —                                                                  |
| Поп интерпретација                                                                       | Здравко Чолић — Ничег није било између нас                         |
| Рок интерпретација                                                                       | -E-Play}- и Бајага — Хотел Југославија                             |

### 2024.
Датум и место одржавања доделе: 23. октобар 2024, Установа културе Вук
| Категорија                                                                               | Награђени                                                   |
| ---------------------------------------------------------------------------------------- | ----------------------------------------------------------- |
| Награде Годум                                                                            |                                                             |
| Награда за животно дело                                                                  | Момчило Бајагић Бајага                                      |
| Награда за џез музику                                                                    | Иван Алексијевић                                            |
| Награда за поп музику                                                                    | Тијана Богићевић                                            |
| Награда за рок музику                                                                    | Никола Врањковић                                            |
| Награда за нове наде                                                                     | Ива Лоренс                                                  |
| Признања Сокоја за најемитованије нумере у 2023. години                                  |                                                             |
| Најемитованија џез нумера                                                                | -Eyot}- — (композитор: Дејан Илијић)                        |
| Најемитованија поп нумера                                                                | —                                                           |
| Најемитованија рок нумера                                                                | -Van Gogh}- — Неко те има (композитор: Звонимир Ђукић Ђуле) |
| Признања организације ПИ за интерпретацију из реда најемитованијих нумера у 2023. години |                                                             |
| Џез интерпретација                                                                       | Васил Хаџиманов бенд —                                      |
| Поп интерпретација                                                                       | Жељко Васић — Но пасаран                                    |
| Рок интерпретација                                                                       | Рибља чорба — Љубав овде више не станује                    |

Посебну повељу за 50 година рада и посвећености музичком стваралаштву добио је Срђан Марјановић. Повеље за изузетан допринос развоју музичког стваралаштва и интерпретације добили су: Владислав Пејак, Радио Београд 202, Рок радио, Витомир Симурдић, Драгослав Станисављевић Фреди и Виктор Чикеш.